# Juan Pablo Ayllón
Juan Pablo Ayllón y Herrera, (Lima, 28 de junio de 1828-Santiago de Chile, 21 de julio de 1881) fue un militar peruano que luchó en la Guerra del Pacífico. En la batalla de Arica, tuvo el mando de las baterías del Norte. Herido y tomado prisionero, fue trasladado a Chile, donde murió víctima de una enfermedad. Previamente, se negó a hacer la promesa escrita de no volver a tomar las armas contra Chile, condición que se le quiso imponer para ser devuelto a su hogar.

## Biografía
Sus padres fueron José Simeón Ayllón y Juana de Dios Herrera. Estudió en el Convictorio de San Carlos. En 1851 ingresó al Colegio Militar, del que egresó como subteniente de artillería ese mismo año. Ascendió a teniente en 1856, a capitán en 1862 y a sargento mayor en 1865.
Participó en el combate del Callao librado el 2 de mayo de 1866 contra la Escuadra Española del Pacífico, teniendo a su mando una batería provisional de posición, situada en la Plaza de la Independencia. Obtuvo el galardón de Vencedor y ascendió a teniente coronel graduado, pasando a ser efectivo en 1872. Prestó servicios en el batallón Artillería de Montaña y fue subprefecto de Pacasmayo.
Al estallar la Guerra del Pacífico, marchó al teatro inicial de operaciones en las filas de Ejército del Sur, siendo destinado al puerto de Arica como jefe de las baterías que comenzaron a establecerse para su defensa. Tuvo destacada actuación en los sucesivos bombardeos a los que fue sometida dicha plaza.
En Arica tuvo específicamente el mando de los llamados Fuertes del Norte, que contaban con tres baterías apuntadas a mar y tierra: San José, Santa Rosa y Dos de Mayo, con un total de 76 artilleros a su servicio. Vencida la heroica resistencia peruana en la batalla de Arica, hizo volar los cañones y los polvorines, para que no cayeran en poder del enemigo (7 de junio de 1880). 
Herido y prisionero, fue enviado por mar a Chile, específicamente a San Bernardo, en los alrededores de Santiago, donde permaneció cautivo. En julio de 1881, se enfermó gravemente, por lo cual fue trasladado al Hospital San Vicente de Paúl de Santiago. Sus captores le ofrecieron la libertad y la posibilidad de volver a su patria, con la condición de que firmara un acta comprometiéndose a no volver a tomar las armas contra Chile mientras durase la guerra. Ayllón rechazó con firmeza tal propuesta y escribió a su esposa, doña Rosario Otero Abazolo, explicándole sus razones: 

"Me exigen una prima deshonrosa por mi libertad, me encuentro muy mal de salud, quizá ésta será la última que te escriba; pero no puedo acceder a semejante humillación; yo no tengo más patrimonio que el honor, única herencia que les dejo a mis hijos; moriré aquí separado de lo que más quiero, cuales son tú y mis hijos, pero no puedo mancillar mi honor, no puedo deshonrar la dignidad de mi patria. Haz tu intención de no verme más; me encuentro sumamente desfallecido y pronto descansaré de tantos sufrimientos. Adiós querida esposa, tal vez ya no recibirás más cartas mías".

Finalmente, falleció en el hospital santiaguino el día 21 de julio de 1881.